# Primo ministro dell'Armenia
Il primo ministro dell'Armenia è il capo del governo e il più alto ministro all'interno del governo armeno.
Secondo la Costituzione dell'Armenia, ha il compito di "determinare le principali direzioni politiche del governo, gestire le attività del governo e coordinare il lavoro dei membri del governo". Inoltre, il primo ministro dirige il Consiglio di sicurezza, che prescrive le principali direttive della politica di difesa del paese; quindi, il Primo ministro è effettivamente il comandante in capo delle Forze armate dell'Armenia.
Il Primo ministro è nominato dal Presidente della Repubblica d'Armenia al momento del voto dell'Assemblea Nazionale. Il primo ministro può essere rimosso dal Parlamento con un voto di sfiducia. Nel referendum costituzionale del 2015, i cittadini hanno votato a favore della trasformazione dell'Armenia in una repubblica parlamentare.
La carica di Primo ministro fu istituita per la prima volta nel 1918 con la fondazione della Prima Repubblica di Armenia. È scomparsa nel 1920 quando la Prima Repubblica di Armenia è stata incorporata nella Repubblica Socialista Federativa Sovietica Transcaucasica. Quando l'Armenia riacquistò l'indipendenza dall'URSS, nel 1990, l'ufficio del Primo ministro fu reintrodotto.

## Residenza
La residenza del primo ministro dell'Armenia fu progettata nel 1951 come sede del Governo Armeno sovietica armena. In seguito servì come edificio del Presidium del Supremo Consiglio dell'Armenia.
L'edificio è stato progettato dall'insigne e pluridecorato architetto Mark Grigorian nel 1951. Inizialmente si trattava di una costruzione di soli due piani, all'epoca occupava un'area di 2720 m². In seguito subì nel tempo varie aggiunte e ricostruzioni. L'area del primo piano contava 338 m² e 10m di altezza, con sale di ricevimento distaccate.
Nel 1987, l'edificio è stato ricostruito secondo un ulteriore progetto sviluppato dall'Istituto di progetto. L'edificio è stato ampliato con due strutture a tre piani di 10 m di larghezza e 6m di lunghezza. Dopo la ricostruzione, l'area della struttura ammonta a 4470 m². La facciata dell'edificio è costruita in tufo giallo.
Con decisione del Governo dell'Armenia, nel 2004 questa residenza è stato incluso nel registro statale dei monumenti storici e culturali di Erevan come monumento di importanza statale.
Nel 2009-2010, con la curata dall'architetto Narek Sarkissian, una struttura a quattro piani è stata costruita lungo l'asse dell'edificio principale per fungere da unità amministrativa che copre l'area di 3150.0 m². Le pareti esterne della struttura sono ricoperte da petrosillax giallastro e travertino.
L'intero primo piano e parte del secondo piano fungono da aree di accoglienza con sale separate. Il resto dell'edificio funge da area amministrativa.
In conformità con la legge della Repubblica d'Armenia che richiede di "Assicurare il funzionamento dei dipendenti pubblici, fornire servizi e garanzie sociali", l'edificio amministrativo è stato riorganizzato ad uso di ufficio del Primo Ministro.